# Curros (Boticas)
Curros is een plaats (freguesia) in de Portugese gemeente Boticas en telt 87 inwoners (2001).